# (9637) Perryrose
(9637) Perryrose est un astéroïde de la ceinture principale.

## Description
(9637) Perryrose est un astéroïde de la ceinture principale d'astéroïdes. Il fut découvert le 9 août 1994 à l'observatoire Palomar par l'observatoire Palomar. Il présente une orbite caractérisée par un demi-grand axe de 2,39 UA, une excentricité de 0,23 et une inclinaison de 0,9° par rapport à l'écliptique.

## Compléments